# رودريغو سوتو
رودريغو سوتو (بالبرتغالية: Rodrigo Souto‏) (9 فبراير 1983 في ريو دي جانيرو في البرازيل – )؛ هو لاعب كرة قدم سابق كان يلعب كلاعب وسط.

## وصلات خارجية
- رودريغو سوتو على موقع رابطة كرة القدم اليابانية للمحترفين (اليابانية)
- رودريغو سوتو على موقع قاعدة بيانات كرة القدم.إي يو (الإنجليزية)
- رودريغو سوتو على موقع Soccerway.com (الإنجليزية)
- رودريغو سوتو على موقع عالم كرة القدم.نت (الإنجليزية)